# NBA Draft 2012
De NBA Draft 2012 werd gehouden op 28 juni 2012 in Prudential Center. De verschillende NBA-ploegen kozen om beurten nieuwe spelers voor hun ploegen. Anthony Davis werd als eerste gekozen door de New Orleans Hornets. Deze draft was de eerste keer dat de eerste twee geselecteerde spelers van dezelfde school kwamen (Anthony Davis en Michael Kidd-Gilchrist waren teamgenoten bij Kentucky). Er werd ook een record gevestigd met zes spelers van één school (Kentucky) die in de twee ronden van de draft werden geselecteerd en het was de eerste draft waarbij de eerste drie selecties eerstejaars studenten waren uit dezelfde conferentie (Southeastern Conference). Bernard James was de oudste speler die werd geselecteerd in een NBA draft, hij was 27 jaar oud ten tijde van de draft.

## Draft
| Ronde | Pick | Speler                 | Positie | Nationaliteit    | Team                   | School / Club                |
| ----- | ---- | ---------------------- | ------- | ---------------- | ---------------------- | ---------------------------- |
| 1     | 1    | Anthony Davis          | PF/C    | Verenigde Staten | New Orleans Hornets    | Kentucky Wildcats            |
| 1     | 2    | Michael Kidd-Gilchrist | SF      | Verenigde Staten | Charlotte Bobcats      | Kentucky Wildcats            |
| 1     | 3    | Bradley Beal           | SG      | Verenigde Staten | Washington Wizards     | Florida Gators               |
| 1     | 4    | Dion Waiters           | SG      | Verenigde Staten | Cleveland Cavaliers    | Syracuse Orange              |
| 1     | 5    | Thomas Robinson        | PF      | Verenigde Staten | Sacramento Kings       | Kansas Jayhawks              |
| 1     | 6    | Damian Lillard         | PG      | Verenigde Staten | Portland Trail Blazers | Weber State Wildcats         |
| 1     | 7    | Harrison Barnes        | SF      | Verenigde Staten | Golden State Warriors  | North Carolina Tar Heels     |
| 1     | 8    | Terrence Ross          | SG      | Verenigde Staten | Toronto Raptors        | Washington Huskies           |
| 1     | 9    | Andre Drummond         | C       | Verenigde Staten | Detroit Pistons        | Connecticut Huskies          |
| 1     | 10   | Austin Rivers          | SG      | Verenigde Staten | New Orleans Hornets    | Duke Blue Devils             |
| 1     | 11   | Meyers Leonard         | C       | Verenigde Staten | Portland Trail Blazers | Illinois Fighting Illini     |
| 1     | 12   | Jeremy Lamb            | SG      | Verenigde Staten | Houston Rockets        | Connecticut Huskies          |
| 1     | 13   | Kendall Marshall       | PG      | Verenigde Staten | Phoenix Suns           | North Carolina Tar Heels     |
| 1     | 14   | John Henson            | PF      | Verenigde Staten | Milwaukee Bucks        | North Carolina Tar Heels     |
| 1     | 15   | Maurice Harkless       | SF      | Puerto Rico      | Philadelphia 76ers     | St. John's Red Storm         |
| 1     | 16   | Royce White            | PF      | Verenigde Staten | Houston Rockets        | Iowa State Cyclones          |
| 1     | 17   | Tyler Zeller           | C       | Verenigde Staten | Dallas Mavericks       | North Carolina Tar Heels     |
| 1     | 18   | Terrence Jones         | PF      | Verenigde Staten | Houston Rockets        | Kentucky Wildcats            |
| 1     | 19   | Andrew Nicholson       | PF      | Canada           | Orlando Magic          | St. Bonaventure Bonnies      |
| 1     | 20   | Evan Fournier          | SG      | Frankrijk        | Denver Nuggets         | Poitiers Basket              |
| 1     | 21   | Jared Sullinger        | PF      | Verenigde Staten | Boston Celtics         | Ohio State Buckeyes          |
| 1     | 22   | Fab Melo               | C       | Brazilië         | Boston Celtics         | Syracuse Orange              |
| 1     | 23   | John Jenkins           | SG      | Verenigde Staten | Atlanta Hawks          | Vanderbilt Commodores        |
| 1     | 24   | Jared Cunningham       | SG      | Verenigde Staten | Cleveland Cavaliers    | Oregon State Beavers         |
| 1     | 25   | Tony Wroten            | PG      | Verenigde Staten | Memphis Grizzlies      | Washington Huskies           |
| 1     | 26   | Miles Plumlee          | C       | Verenigde Staten | Indiana Pacers         | Duke Blue Devils             |
| 1     | 27   | Arnett Moultrie        | PF      | Verenigde Staten | Miami Heat             | Mississippi State Bulldogs   |
| 1     | 28   | Perry Jones III        | SF      | Verenigde Staten | Oklahoma City Thunder  | Baylor Bears                 |
| 1     | 29   | Marquis Teague         | PG      | Verenigde Staten | Chicago Bulls          | Kentucky Wildcats            |
| 1     | 30   | Festus Ezeli           | C       | Nigeria          | Golden State Warriors  | Vanderbilt Commodores        |
| 2     | 31   | Jeffery Taylor         | SF      | Zweden           | Charlotte Bobcats      | Vanderbilt Commodores        |
| 2     | 32   | Tomáš Satoranský       | PG      | Tsjechië         | Washington Wizards     | Real Betis Baloncesto        |
| 2     | 33   | Bernard James          | C       | Verenigde Staten | Cleveland Cavaliers    | Florida State Seminoles      |
| 2     | 34   | Jae Crowder            | SF      | Verenigde Staten | Cleveland Cavaliers    | Marquette Golden Eagles      |
| 2     | 35   | Draymond Green         | PF      | Verenigde Staten | Golden State Warriors  | Michigan State Spartans      |
| 2     | 36   | Orlando Johnson        | SG      | Verenigde Staten | Sacramento Kings       | UC Santa Barbara Gauchos     |
| 2     | 37   | Quincy Acy             | PF      | Verenigde Staten | Toronto Raptors        | Baylor Bears                 |
| 2     | 38   | Quincy Miller          | SF      | Verenigde Staten | Denver Nuggets         | Baylor Bears                 |
| 2     | 39   | Khris Middleton        | SF      | Verenigde Staten | Detroit Pistons        | Texas A&M Aggies             |
| 2     | 40   | Will Barton            | SG      | Verenigde Staten | Portland Trail Blazers | Memphis Tigers               |
| 2     | 41   | Tyshawn Taylor         | PG      | Verenigde Staten | Portland Trail Blazers | Kansas Jayhawks              |
| 2     | 42   | Doron Lamb             | SG      | Verenigde Staten | Milwaukee Bucks        | Kentucky Wildcats            |
| 2     | 43   | Mike Scott             | PF      | Verenigde Staten | Atlanta Hawks          | Virginia Cavaliers           |
| 2     | 44   | Kim English            | SG      | Verenigde Staten | Detroit Pistons        | Missouri Tigers              |
| 2     | 45   | Justin Hamilton        | C       | Verenigde Staten | Philadelphia 76ers     | LSU Tigers                   |
| 2     | 46   | Darius Miller          | SF      | Verenigde Staten | New Orleans Hornets    | Kentucky Wildcats            |
| 2     | 47   | Kevin Murphy           | SG      | Verenigde Staten | Utah Jazz              | Tennessee Tech Golden Eagles |
| 2     | 48   | Kostas Papanikolaou    | SF      | Griekenland      | New York Knicks        | Olympiakos Piraeus BC        |
| 2     | 49   | Kyle O'Quinn           | PF      | Verenigde Staten | Orlando Magic          | Norfolk State Spartans       |
| 2     | 50   | İzzet Türkyılmaz       | PF      | Turkije          | Denver Nuggets         | Banvit BK                    |
| 2     | 51   | Kris Joseph            | SF      | Canada           | Boston Celtics         | Syracuse Orange              |
| 2     | 52   | Ognjen Kuzmić          | C       | Servië           | Golden State Warriors  | CB Axarquía                  |
| 2     | 53   | Furkan Aldemir         | PF      | Turkije          | Los Angeles Clippers   | Galatasaray                  |
| 2     | 54   | Tornike Shengelia      | SF      | Georgië          | Philadelphia 76ers     | Spirou Charleroi             |
| 2     | 55   | Darius Johnson-Odom    | SG      | Verenigde Staten | Dallas Mavericks       | Marquette Golden Eagles      |
| 2     | 56   | Tomislav Zubčić        | PF      | Kroatië          | Toronto Raptors        | KK Cibona Zagreb             |
| 2     | 57   | İlkan Karaman          | PF      | Turkije          | Brooklyn Nets          | Pınar Karşıyaka              |
| 2     | 58   | Robbie Hummel          | SF      | Verenigde Staten | Minnesota Timberwolves | Purdue Boilermakers          |
| 2     | 59   | Marcus Denmon          | PG      | Verenigde Staten | San Antonio Spurs      | Missouri Tigers              |
| 2     | 60   | Robert Sacre           | C       | Canada           | Los Angeles Lakers     | Gonzaga Bulldogs             |

1947 · 1948 · 1949 · 1950 · 1951 · 1952 · 1953 · 1954 · 1955 · 1956 · 1957 · 1958 · 1959 · 1960 · 1961 · 1962 · 1963 · 1964 · 1965 · 1966 · 1967 · 1968 · 1969 · 1970 · 1971 · 1972 · 1973 · 1974 · 1975 · 1976 · 1977 · 1978 · 1979 · 1980 · 1981 · 1982 · 1983 · 1984 · 1985 · 1986 · 1987 · 1988 · 1989 · 1990 · 1991 · 1992 · 1993 · 1994 · 1995 · 1996 · 1997 · 1998 · 1999 · 2000 · 2001 · 2002 · 2003 · 2004 · 2005 · 2006 · 2007 · 2008 · 2009 · 2010 · 2011 · 2012 · 2013 · 2014 · 2015 · 2016 · 2017 · 2018 · 2019 · 2020 · 2021 · 2022 · 2023 · 2024